# 秋田県立西目高等学校
秋田県立西目高等学校（あきたけんりつ にしめこうとうがっこう）は、秋田県由利本荘市に所在する県立高等学校。文化祭は、「新志芽祭」（にしめさい）と称す。

## 沿革
- 1942年（昭和17年）2月6日 - 秋田県立西目農業学校開校の認可（農業科、農業土木科各1学級）
- 1944年（昭和19年）2月5日 - 校歌制定（2002年から新校歌へ）
- 1948年（昭和23年）
  - 4月1日 - 学制改革により、秋田県立西目農業高等学校へ改称　
  - 6月25日 - 定時制課程開設
- 1952年（昭和27年）11月8日 - 創立10周年記念式典挙行
- 1961年（昭和36年）6月24日 - 創立20周年記念式典挙行
- 1972年（昭和47年）10月28日 - 創立30周年記念式典挙行
- 1975年（昭和50年）11月4日 - 新校舎改築落成式挙行
- 1979年（昭和54年）2月10日 - 定時制課程閉校
- 1982年（昭和57年）10月30日 - 創立40周年記念行事および校訓碑建立
- 1988年（昭和63年）4月1日 - 学科再編により秋田県立西目高等学校と改称、新校章制定。
- 1992年（平成  4年）9月10日 - 創立50周年記念式典挙行
- 1996年（平成08年）4月1日 - 総合学科新設
- 1997年（平成  9年）3月14日 - 総合学科棟完成
- 2002年（平成14年）
  - 新校歌制定　
  - 9月27日 - 創立60周年記念式典挙行
- 2012年（平成24年）10月12日 -  創立60周年記念式典挙行
- 2022年（令和  4年） 11月3日 -  創立70周年記念式典挙行[1]

## 部活動
- 運動部：野球部、サッカー部、ボクシング部、男女陸上競技部、男女テニス部、女子ソフトボール部、女子バレー部、弓道部、剣道部、柔道部
- 文化部：吹奏楽部、書道部、美術部、放送部、茶道部、華道部、農業クラブ、ビジネス部、
- 同好会：フットサル同好会、調理同好会、バスケットボール同好会

農業クラブ及びビジネス部は農業科学系列、ビジネス会計系列も所属している。
サッカー部、ボクシング部は勿論、あまり知られてはいないが美術部も全国レベルである。

## アクセス
- 羽後交通 本荘・秋田線で、｢西目高校前｣下車。

## 出身者
- 成田道彦（法政大学陸上部駅伝監督）
- 小松晃（サッカー選手）
- 五十嵐俊幸（プロボクサー、アテネ五輪ライトフライ級日本代表、第52代日本フライ級チャンピオン、第39代WBC世界フライ級チャンピオン）